# Roberta Carraro
Roberta Carraro (San Donà di Piave, 17 novembre 1998) è una pallavolista italiana, palleggiatrice del Bergamo 1991.

## Carriera

### Club
La carriera di Roberta Carraro inizia nella stagione 2012-13 nel Pool Piave, in Serie C: con lo stesso club milita in Serie B2 nella stagione 2013-14 e in Serie B1 a partire da quella 2014-15. Nell'annata 2016-17 viene ingaggiata dal Mondovì, in Serie A2, categoria con disputa poi dalla stagione 2017-18 con la maglia della Trentino Rosa e da quella 2019-20 con la Libertas Martignacco.
Per il campionato 2022-23 esordisce in Serie A1 acquistata dall'Imoco, vincendo la Supercoppa italiana, il campionato mondiale per club, la Coppa Italia e lo scudetto; nella stagione successiva ritorna nella divisione cadetta per difendere i colori del Montecchio Maggiore.
È nuovamente in Serie A1 per il campionato 2024-25, questa volta al Bergamo 1991.

### Nazionale
Nel 2015 viene convocata nella nazionale italiana under 18, con cui si aggiudica la medaglia d'oro al campionato mondiale, mentre l'anno successivo è in quella under 19.

## Palmarès

### Club
- Campionato italiano: 1

2022-23
- Coppa Italia: 1

2022-23
- Supercoppa italiana: 1

2022
- Campionato mondiale per club: 1

2022

### Nazionale (competizioni minori)
- Campionato mondiale under 18 2015